# Thrymr (Mond)
Thrymr (auch Saturn XXX) ist einer der kleineren äußeren Monde des Planeten Saturn.

## Entdeckung
Die Entdeckung von Thrymr durch ein Team bestehend aus Brett Gladman, John J. Kavelaars, Jean-Marc Petit, Hans Scholl, Matthew J. Holman, Brian G. Marsden, Philip D. Nicholson und Joseph A. Burns auf Aufnahmen vom 23. September bis zum 27. November 2000 wurde am 7. Dezember 2000 bekannt gegeben.
Thrymr erhielt zunächst die vorläufige Bezeichnung S/2000 S 7.
Benannt wurde der Mond nach Thrymr, einem Frostriesen aus der nordischen Mythologie.
Für den Mond wird oftmals die Bezeichnung Thrym verwendet, dieser Name wurde auch zunächst veröffentlicht. Die Working Group for Planetary System Nomenclature (WGPSN) der  Internationalen Astronomischen Union (IAU) entschloss sich jedoch später, die ursprüngliche nordische Schreibweise zu verwenden.

## Bahndaten
Thrymr umkreist Saturn auf einer exzentrischen Bahn in einem mittleren Abstand von 20.219.000 km in 1091 Tagen und 18 Stunden. 
Die Bahnexzentrizität beträgt 0,3336. Die Bahn ist 175,815° gegen die Ekliptik geneigt und ist damit retrograd, d. h., der Mond läuft entgegengesetzt zur Rotationsrichtung des Saturn um den Planeten.

## Aufbau und physikalische Daten
Thrymr besitzt einen Durchmesser von nur 5,6 km. Seine Dichte ist mit 2,3 g/m3 im Vergleich zu den anderen Saturnmonden relativ hoch. Er ist vermutlich aus Wassereis mit einem hohen Anteil an silikatischem Gestein zusammengesetzt. 
Er besitzt eine sehr dunkle Oberfläche mit einer Albedo von 0,06, d. h., nur 6 % des eingestrahlten Sonnenlichts werden reflektiert. 
Mit einer scheinbaren Helligkeit von 23,9m ist er ein äußerst lichtschwaches Objekt.
Thrymr ist möglicherweise ein Bruchstück des Saturnmondes Phoebe, das bei einem Impaktereignis abgesprengt wurde. 